# مقراب كندا وفرنسا وهاواي
مقراب كندا وفرنسا وهاواي (بالإنجليزية: Canada–France–Hawaii Telescope) اختصاراً: CFHT، هو مقراب يقع بالقرب من قمة جبل ماونا كيا في شمال شرق جزيرة هاواي و إرتفاع الجبل لـ 4,204 متر (13,793 قدم) من مستوى سطح البحر و هو جزء من مرصد ماونا كيا . ويعمل المقراب منذ عام 1979 ،  و هو عبارة عن مقراب عاكس كاسيغرين بفتحة يبلغ بقطرها لـ 3.58 متر (11.7 قدم) .
و حالياً يتم تجديد المقراب بعدما أعلنوا عن مشروع تجديده في عام 2020 و سيتم إعادة بناء المنشأة وإستخدام مقراب جديد بطول 11 متراً مع الأحتفاظ بنفس المبنى الأساسي و البنية التحتية. من المتوقع ظهور أول ضوء في عام 2029. 

## التمويل
الشركة المسؤولة عن المقراب لديها أتفاقية ثلاثية بين كل من جامعة هاواي في مانوا في لولايات المتحدة ، والمجلس القومي للبحوث (NRC) في كندا والمركز الوطني للبحث العلمي (CNRS) في فرنسا . و توجد شراكات أخرى مع المرصد الفلكي الوطني في الصين (NAOC) ، و معهد Academia Sinica لعلم الفلك والفيزياء الفلكية (ASIAA) في تايوان ، والمختبر الوطني للفيزياء الفلكية (LNA) في البرازيل و المعهد الكوري لعلوم الفضاء و الفلك (KASI) في كوريا و تساعد مساهمات هؤلاء الشركاء المنتسبين في تمويل أجهزة CFHT المستقبلية. حالياً ا ،و يتم تقديم وقت مراقبة مقراب CFHT للعلماء من جميع البلدان السبعة المشاركة بالأتفاقيو يمكن لعلماء الفلك من الأتحاد الأوروبي أيضاً تقديم مقترحات من خلال برنامج الوصول إلى شبكة تنسيق الأشعة تحت الحمراء البصرية لعلم الفلك (OPTICON).

## الأدوات
يعمل مقراب CFHT حاليًا بأربعة أدوات:
- MegaCam ، [5] فسيفساء CCD عالية الدقة ذات درجة واحدة مربعة تحتوي على 40 قرصًا متقاطعًا بإجمالي 378 ميجابكسل
- WIRCam ، [6] فسيفساء بالأشعة تحت الحمراء من 4 كاشفات بإجمالي 16 ميغا بكسل ، محسّن للنطاقات الطيفية J و H و K [7]
- ESPaDOnS ، [8] مقياس الطيف / مقياس الطيف بالصدى
- SITELLE ، مطياف فورييه واسع المجال [9]
- SPIRou ، مقياس طيفي قريب من الأشعة تحت الحمراء [10]

## التواصل
هناك تعاون بين مقراب CFHT و Coelum Astronomia ، بموقع إلكتروني للتوعية العامة و أسم الموقع "Hawaiian Starlight"  و الذي يقدم إصدارات عالية الجودة للغاية من صور رُصدت بمقراب CFHT و بتنسيقات مختلفة و متناسقة حسب التقويم السنوي .

## صور
|  |  |  |  |

## روابط خارجية
- The Canada-France-Hawaii Telescope Corporation (الموقع الرسمي)
- هاواي ستارلايت
- المجلس القومي للبحوث (كندا)
- المركز الوطني للبحوث العلمية (فرنسا)
- المراصد الفلكية الوطنية للصين (الصين)
- معهد ACADEMIA SINICA للفلك والفيزياء الفلكية (تايوان)
- لابوراتوريو ناسيونال دي أستروفيسيكا (البرازيل)
- Coelum Astronomia
- شبكة تنسيق الأشعة تحت الحمراء البصرية لعلم الفلك (OPTICON) نسخة محفوظة 24 يوليو 2016 على موقع واي باك مشين.